# SIAI-Marchetti SF.600

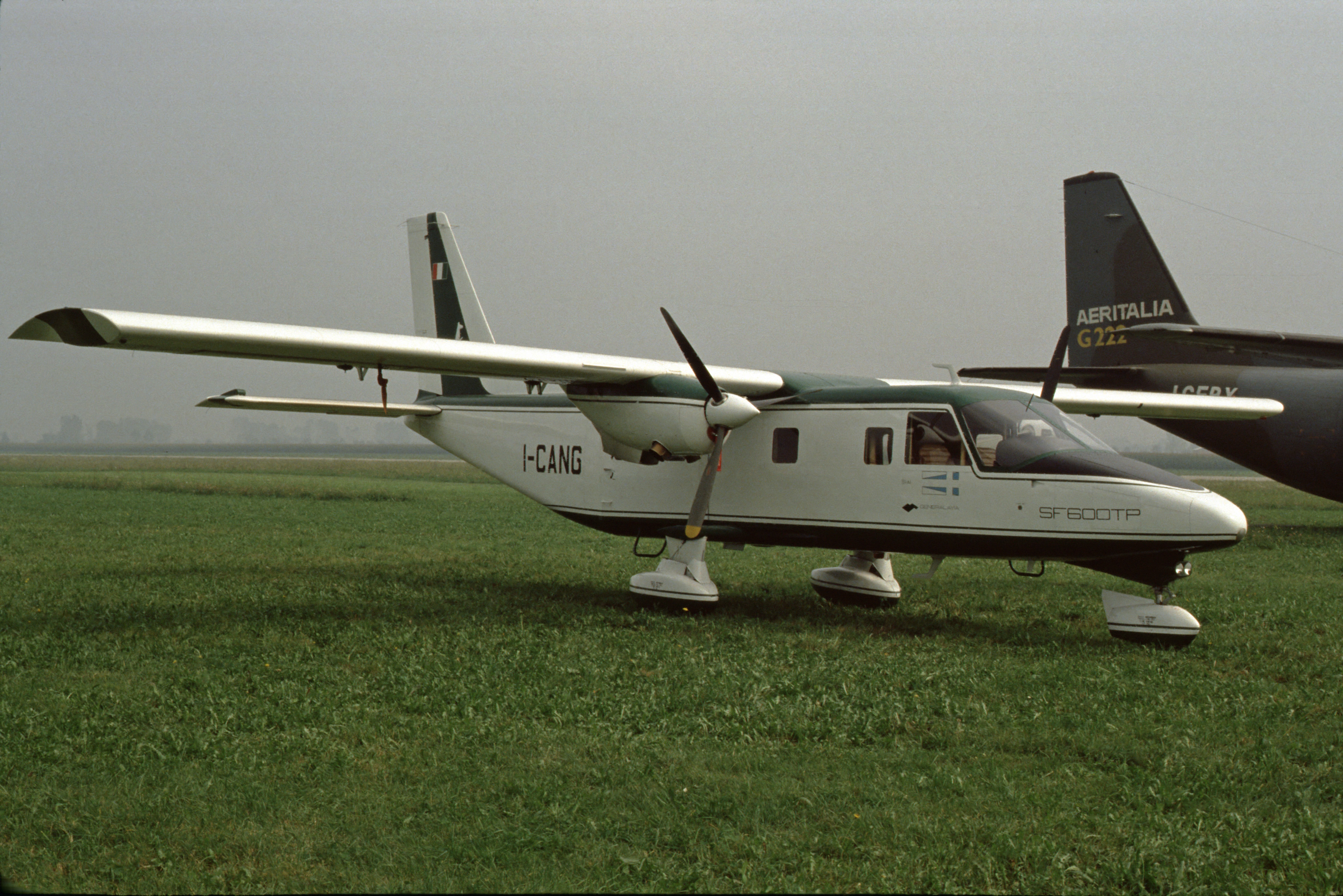
SIAI Marchetti SF600 TP

Die SIAI-Marchetti SF 600 (alternativ Canguro) ist ein Transportflugzeug des italienischen Herstellers SIAI-Marchetti. SIAI-Marchetti entwickelte dieses Flugzeug Ende der 1970er Jahre.

## Geschichte
Der Erstflug der SF 600 erfolgte am 30. Dezember 1978. Zu diesem Zeitpunkt hatte das Flugzeug noch ein festes Fahrwerk.
Erst mit dem dritten Prototyp verfügte das Flugzeug erstmals über ein Einziehfahrwerk. Dieser Prototyp hatte seinen Erstflug im August 1984.
Ab 1987 wurde die SF 600 TP Canguro in der Serienproduktion sowohl mit Festfahrwerk als auch mit Einziehfahrwerk angeboten.
Die SIAI-Marchetti SF 600 TP Canguro ist mit zwei Propellerturbinen Allison 250-B17C von jeweils 420 WPS (313 kW) ausgestattet. Die Bezeichnung TP steht hier für Turbo-Prop.
Die maximale Reisegeschwindigkeit liegt bei 306 km/h in einer Höhe von 1.500 Meter. Die Dauerreisegeschwindigkeit liegt bei 285 km/h. Bei 7.300 m erreicht die SF 600 TP Canguro ihre Dienstgipfelhöhe. Die Reichweite mit maximaler Nutzlast beträgt 600 km, während für die Überführungsreichweite mit zwei jeweils 300 Liter fassenden Außentanks 2250 Kilometer angegeben werden.

## Nutzung
Die SIAI-Marchetti SF 600 Canguro wurde für eine Reihe von Verwendungszwecken angeboten. Als
- leichtes Transportflugzeug mit einer großen Schiebetür zum Be- und Entladen,
- als kleines Passagierflugzeug für bis zu neun Passagieren und
- als Absetzflugzeug für bis zu zwölf Fallschirmspringer.

Von den zehn produzierten Maschinen sind derzeit (Stand September 2011) nur noch vier im aktiven Einsatz. Neben einem Prototyp steht jeweils eine Maschine im Dienst der philippinischen Küstenwache sowie des koreanischen Ingenieurbüros „PanAsia Engineering“. Das vierte Flugzeug ist bei der slowenischen „DC LET“ im Dienst, wo mit dem Luftfahrzeugkennzeichen S5-CAM Fallschirmspringer abgesetzt werden. Basis ist hauptsächlich der Flughafen Graz in Österreich.

## Technische Daten
| Kenngröße             | Daten                                           |
| --------------------- | ----------------------------------------------- |
| Besatzung             | 1 oder 2                                        |
| Passagiere            | 9                                               |
| Länge                 | 12,15 m                                         |
| Spannweite            | 15,00 m                                         |
| Höhe                  | 4,60 m                                          |
| Nutzlast              | 1.450 kg                                        |
| Leermasse             | 1.950 kg                                        |
| Startmasse            | 3.400 kg                                        |
| Reisegeschwindigkeit  | 285 km/h                                        |
| Höchstgeschwindigkeit | 306 km/h                                        |
| Dienstgipfelhöhe      | 7.300 m                                         |
| Reichweite            | 1.500 km (mit 2 Zusatztanks à 300 l → 2.250 km) |
| Triebwerke            | 2 × Allison 250-B17C Turboprop-Triebwerke       |